# Michał Korybut Wiśniowiecki
Michał Korybut Wiśniowiecki (litevsky Mykolas Kaributas Višnioveckis, ukrajinsky Миха́йло Тома́ Корибу́т Вишневе́цький; 31. července 1640 Biały Kamień – 10. listopadu 1673 Lvov) byl polský král a litevský velkokníže, který vládl v letech 1669–1673.

## Život
Pro zvolení Michala Viśnioweckého za krále po abdikaci jeho předchůdce Jana Kazimíra hovořily především zásluhy jeho otce Jeremijáše Wiśniowieckého, který porazil kozácká vojska pod vedením Bohdana Chmelnyckého a také tím, že děd jeho matky byl politik, někdejší kancléř Jan Zamojski. Michal Korybut byl sejmem zvolen 19. června 1669, ale nezdědil ani odvahu svého otce, ani politický talent děda. Měl chatrné zdraví a mírnou, flegmatickou povahu. Vyznačoval se zbožností a velmi si potrpěl na dobré jídlo.
Jeho jménem vládl prakticky podkancléř Andrzej Olszowski. Krátké panování Wiśniowieckého bylo poznamenáno potupnou dohodou s Osmanskou říší v roce 1672 a boji na domácí scéně mezi pro a protifrancouzskou frakcí mezi šlechtou. V této domácí válce nebylo již Michalovi Wiśniowieckému souzeno dočkat se vítězství hejtmana Jana Sobieského u Chotimi. Zemřel ve Lvově na otravu zkaženým jídlem v předvečer bitvy, 10. listopadu 1673. Pochován je v krakovské katedrále na Wawelu.

## Manželství
Dne 27. 2. 1670 se Michalovou manželkou stala arcivévodkyně Eleonora Marie Josefa, dcera císaře Ferdinanda III. Habsburského a jeho třetí ženy Eleonory Magdaleny Gonzagové. Jejich svatba v Čenstochové byla mimořádně pompézní a nákladná. Manželství zůstalo bezdětné.